# USS Tucumcari (1968)

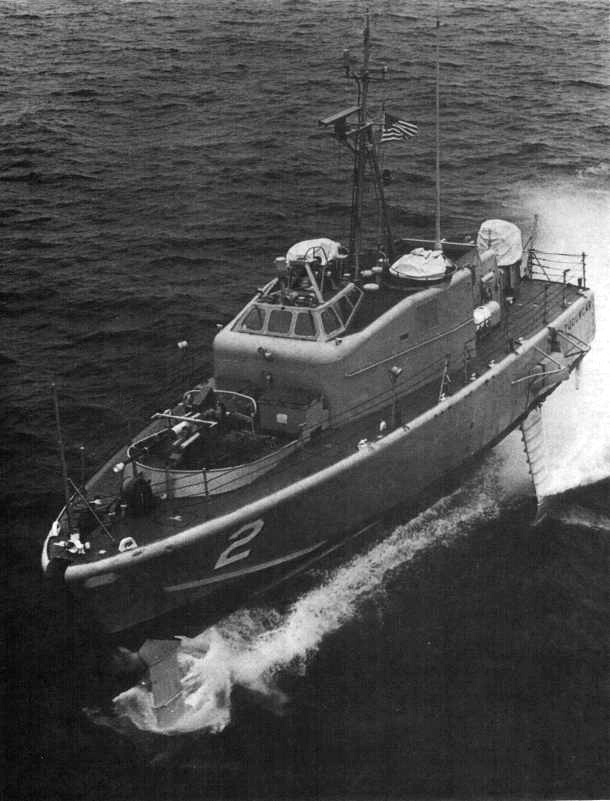
USS Tucumcari (PGH-2)

De Tucumcari (PGH-2) was een Boeing draagvleugelboot van de Amerikaanse marine. Het schip is genoemd naar de plaats Tucumcari in de staat New Mexico.
Dit schip was de basis voor de technologie die wordt gebruikt in de latere Pegasus-klasse patrouilleschepen en de Jetfoil veerboten. Haar unieke eigenschap was een waterjet voortstuwing en een computergestuurde draagvleugelconfiguratie aan haar bak- en stuurboord. De Tucumcari was een van de twee prototypes van boten die door de Marine in het kader van de evaluatie van de draagvleugeltechnologie werden gebouwd. De tweede boot was de USS Flagstaff (PGH-1) van Grumman.
De kiel werd gelegd op 1 september 1966 in Seattle, Washington, op de werf van de vaartuigafdeling van Boeings Aerospace Group. Het schip werd op 15 juli 1967 te water gelaten en op 7 maart 1968 overgedragen aan de marine.